# Neubronn (Igersheim)
Neubronn ist ein Weiler auf der Gemarkung des Igersheimer Ortsteils Harthausen im Main-Tauber-Kreis im fränkisch geprägten Nordosten Baden-Württembergs.

## Geschichte
Der Ort wurde im Jahre 1398 erstmals urkundlich als Nuwenbronne erwähnt, als die Mertin von Mergentheim ihren ganzen dortigen Besitz an den Deutschen Orden verkauften. Der Hof Neubronn zählte im Jahre 1575 zum Gericht Deubach, später zu Balbach und zur Zehnt und Pfarrei Königshofen sowie im 18. Jahrhundert zu Igersheim. Im Jahre 1878 wurde eine Muttergotteskapelle erbaut. Neubronn gehörte zur Altgemeinde Bernsfelden beziehungsweise seit 1823 zu Löffelstelzen und wurde im Jahre 1828 nach Harthausen umgemeindet.
Der Wohnplatz kam als Teil der ehemals selbständigen Gemeinde Harthausen am 1. Januar 1972 zur Gemeinde Igersheim.

## Kulturdenkmale

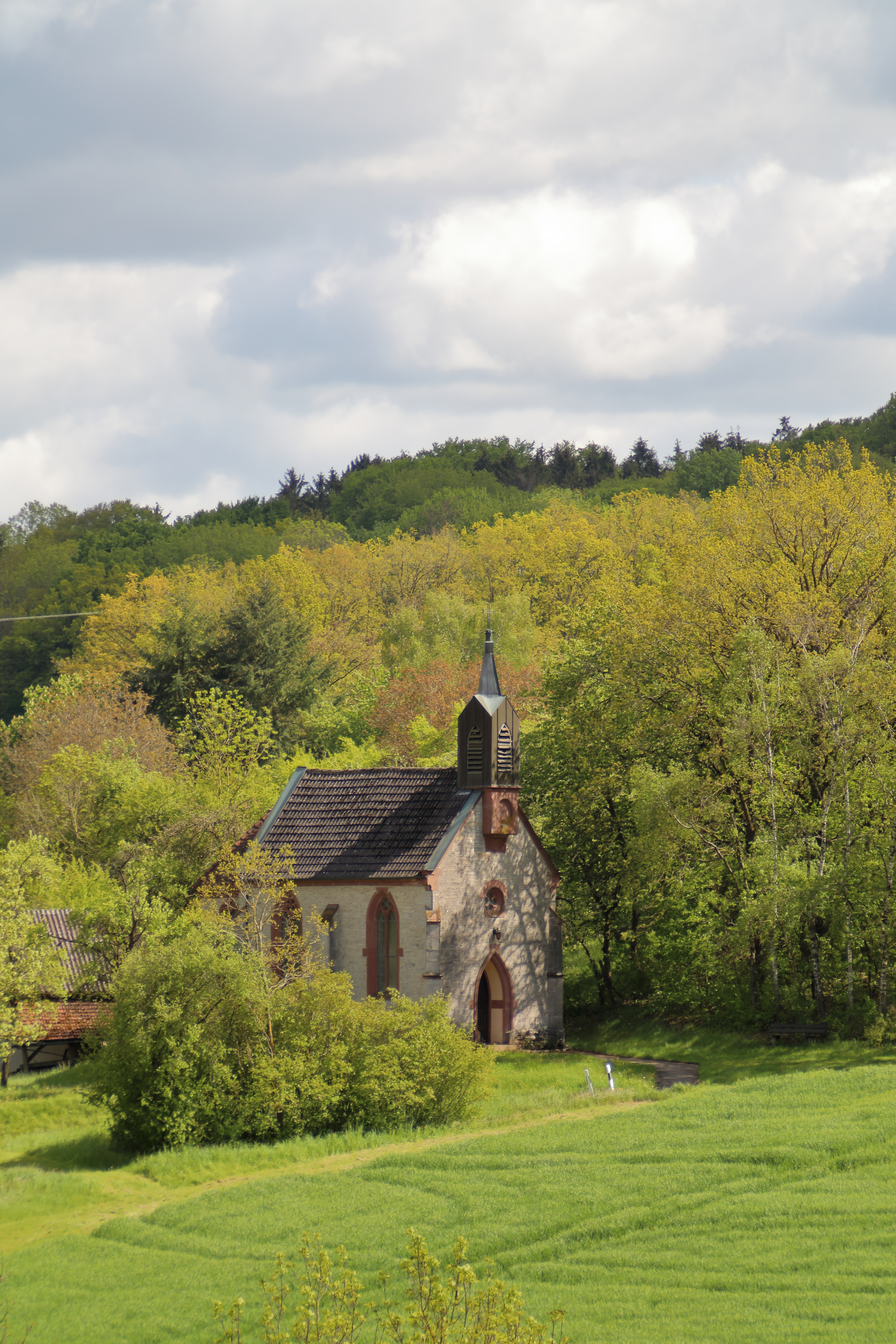
Muttergotteskapelle in Neubronn

Kulturdenkmale im Bereich des Wohnplatzes sind in der Liste der Kulturdenkmale in Harthausen verzeichnet. Im Weiler befindet sich eine Muttergotteskapelle von 1878.

## Verkehr
Neubronn ist über die K 2848 zu erreichen. Vor Ort befindet sich die gleichnamige Straße Neubronn.